# Bactrocera assita
Bactrocera assita
 es una especie de díptero que Drew describió por primera vez en 1989. Bactrocera assita pertenece al género Bactrocera de la familia Tephritidae.